# Bölsselet
Bölsselet är en sjö i Luleå kommun i Norrbotten och ingår i Råneälvens huvudavrinningsområde. Sjön har en area på 2 kvadratkilometer och ligger 6 meter över havet. Bölsselet ligger i Råneälven Natura 2000-område. Sjön avvattnas av vattendraget Råneälven.

## Delavrinningsområde
Bölsselet ingår i det delavrinningsområde (732408-179309) som SMHI kallar för Utloppet av Bölsselet. Medelhöjden är 24 meter över havet och ytan är 13,91 kvadratkilometer. Räknas de 259 avrinningsområdena uppströms in blir den ackumulerade arean 4 174,78 kvadratkilometer. Avrinningsområdets utflöde Råneälven mynnar i havet. Avrinningsområdet består mestadels av skog (46 procent), öppen mark (13 procent) och jordbruk (19 procent). Avrinningsområdet har 2,01 kvadratkilometer vattenytor vilket ger det en sjöprocent på 14,4 procent.